# Nemoptera orientalis
Nemoptera orientalis är en insektsart som beskrevs av Olivier 1791. Nemoptera orientalis ingår i släktet Nemoptera och familjen Nemopteridae. Inga underarter finns listade i Catalogue of Life.